# Арагонски крсташки рат
Арагонски крсташки рат (1284—1285) прогласио је папа Мартин IV против краља Арагона Педра III Арагонског. 

## Увод
Папа је подржавао Анжујце као господаре Сицилије. Након свргавања Анжујаца у побуни званој Сицилијанска вечерња уследио је рат Сицилијанаца и Педра III Арагонског против Анжујаца. Када је Педро III Арагонски постао краљ Сицилије, папа га свргава као краља и проглашава крсташки рат против њега. Тврдњом да је Сицилија папин феуд, папа налази оправдање за тако неуобичајен поступак.
Папа Мартин IV је предао Арагон Карлу III Валоа, сину француског краља Филипа III Храброг.

## Грађански рат и огромна француска војска
Конфликт прераста у један облик грађанског рата. Брат Педра III Арагонског придружује се Французима. Педров брат је владао Мајорком и Русијоном. Владајући грофовијом Русијон представљао је тампон зону између Француза и Арагона. 
Огромна француска војска улази 1284. у Русијон под водством Карла III Валоа, краља Филипа III Храброг и Филипа IV Лепог. Француска војска се састојала од 16.000 коњаника, 17.000 стрелаца и 100.000 пешака. Међутим локално становништво је било против Француза, задавши им доста мука да их савладају. Град Елн је жестоко брањен, али велика француска војска успева да заузме град. При томе су спалили и катедралу, иако су папини легати били присутни у тим борбама.

## Крунисање кардиналским шеширом
Филип III Храбри је имао великих мука да заузме Ђирону. Ту је крунисан Карло III Валоа, али не са правом круном. Кардинал је 28. априла 1285. крунисао Карла III Валоа ставивши своју кардиналску капу на краљеву главу, па је краљ добио надимак краљ са капом.

## Пораз Француза
Повратком славног каталонског адмирала Руђера де Љурије настаје преокрет. Француска флота је уништена 4. септембра 1285. близу Барселоне. Убрзо је француску војску погодила епидемија дизентерије. И краљ је био погођен дизентеријом, а престолонаследник Филип IV Лепи започео је преговоре о слободном проласку краљевске обитељи преко Пиринеја.
Док је краљевској обитељи био дозвољен слободан пролаз, француска војска је била принуђена да сама тражи пролаз преко Пиринеја. Француска војска је десеткована у покушају преласка Пиринеја и повратка у Француску. Краљ Француске Филип III Храбри умире 1285. у Перпињану. Педро III Арагонски га није дуго надживио.

## Последице и споразуми
Историчар Чајтор описује арагонски крсташки рат као можда најнеправеднији, најмање нужан и најкатастрофалнији поход династије Капет. Мајорка је била разорена и престала је постојати као независтан ентитет. Педров син Алфонсо III Арагонски је Арагону анектирао 1286. Мајорку, Ибицу и Менорку. 
Споразумом из Тараскона 1291, службено се завршава крсташки рат. По уговору папа признаје да Арагон припада Алфонсу III од Арагона, а Сицилија његовом брату. Алфонсу је вратио Мајорку и обавезао се да ће арагонски витезови отићи са Сицилије. Папа је скинуо екскомуникацију са Алфонса.
Пошто је Алфонсо умро одмах после потписивања тог споразума, Алфонсов брат Ђауме I од Сицилије уједињује два краљевства: Арагон и Сицилију. Ђауме I од Сицилије је потписао 1295. уговор у Анањију са папом, по коме Сицилију предаје папама. Папа предаје Сицилију Карлу II Напуљском. Сицилијанци и Педров син не прихватају тај споразум, па поново избијају сукоби арагонске Сицилије и анжујског Напуљског краљевства.